# Jarząb amerykański
Jarząb amerykański (Sorbus americana Marshall) – gatunek drzewa należącego do rodziny różowatych. Występuje naturalnie w środkowej i wschodniej części Ameryki Północnej. 

## Rozmieszczenie geograficzne
Rośnie naturalnie w środkowej i wschodniej części Ameryki Północnej. W Kanadzie jest spotykany w prowincjach Nowy Brunszwik, Nowa Szkocja, Ontario, Wyspa Księcia Edwarda i Quebec oraz na wyspie Nowa Fundlandia. W Stanach Zjednoczonych występuje w Connecticut, Georgii, Illinois, Massachusetts, Marylandzie, Maine, Michigan, Minnesocie, Północnej Karolinie, New Hampshire, New Jersey, stanie Nowy Jork, Pensylwanii, Rhode Island, Południowej Karolinie, Tennessee, Wirginii, Vermoncie, Wisconsin i Wirginii Zachodniej.

## Morfologia
PokrójDrzewo o krótkim pniu lub krzew wysokości 10 metrów. korona okrągława, spłaszczona. Pąki są czerwieńsze niż u jarzębu pospolitego (Sorbus aucuparia) z nieco lepkimi, owłosionymi wyłącznie na końcówkach łuskami.
LiścieMłode listki są owłosione, lecz szybko tracą włoski na spodniej powierzchni. Jesienią przybierają złocistożółtą barwę.
KwiatyZebrane w nagie podbaldachy średnicy około 14 centymetrów.
OwoceBarwy szkarłatnoczerwonej, średnicy 4-8 milimetrów. Bardzo gęsto osadzone.

## Biologia i ekologia
Kwitnie w maju i czerwcu.